# مدیریت تبلیغات
تبلیغات بازرگانی، یک فعالیت استراتژیک است که می‌تواند در توسعه و پیشرفت فعالیت‌های یک بنگاه اقتصادی نقش مهمی ایفا نماید.
تبلیغات، زیر مجموعه‌یِ فعالیت‌های بازاریابی است
از تبلیغات، به عنوان پیشبرد یا چاشنی فروش نیز نام برده می‌شود.

## چرا باید تبلیغ کرد
یکی از مهمترین دلایل، جهتِ تبلیغِ محصولات، تنوع و وسعتِ انتخا‌ب‌ها در کالاها و خدمات می‌باشد که باعثِ گستردگیِ حوزه‌یِ انتخابِ خریداران شده‌ است. 
برایِ حلِ مشکلِ انتخاب در تصمیم گیری و راهنماییِ خریداران و تسهیل و تسریعِ انتخاب، کسب و کارهای جدیدی مطرح شده که یکی از آنها مدیریتِ تبلیغات است.

## نقش تبلیغات بازرگانی دراقتصاد
- تغییر الگوی مصرف در جامعه

- تغییر چرخه عمر محصولات

- گردش پول و توزیع درآمد

- اثر گذاری بر فاصله زمانی دوره‌های گوناگون اقتصادی

- سرمایه گذاری - کار آفرینی و اشتغال

- تحول در سایر عناصر بازاریابی ( محصول، قیمت، توزیع )

- توسعه محصولات و بازارها

- استفاده بهتر از عوامل تولید

- واردات و صادرات بهتر

- رقابت در بازار و خلاقیت و نوآوری

## برخی تبلیغاترسانهای
1- تبلیغات محیطی
2- تبلیغات اینترنتی
3- تبلیغات پست مستقیم
4- تبلیغات مجلات
5- تبلیغات روزنامه‌ای
6- تبلیغات رادیویی
7- تبلیغات تلویزیونی
8- تبلیغات پیامکی